# Patrick Perret
Patrick Perret (La Rochelle, 6 de novembre de 1953) va ser un ciclista francès, que fou professional entre 1975 i 1984. De la seva carrera destaca una victòria al Tour d'Indre i Loira i una victòria d'etapa al Critèrium del Dauphiné Libéré.

## Palmarès
- 1973
  - 1r al Gran Premi de França
- 1974
  - Campió del Món de contrarellotge per equips militars
  - 1r al Gran Premi de França
  - Vencedor d'una etapa al Gran Premi Guillem Tell
  - Vencedor d'una etapa al Tour del Gavaudan
- 1976
  - Vencedor d'una etapa a l'Étoile de Bessèges
  - Vencedor d'una etapa al Gran Premi del Midi Libre
- 1982
  - 1r al Tour d'Indre i Loira
  - Vencedor d'una etapa al Critèrium del Dauphiné Libéré

### Resultats al Tour de França
- 1975. Abandona (20a etapa)
- 1976. Abandona (15a etapa)
- 1977. No surt (20a etapa)
- 1978. 29è de la classificació general
- 1979. Abandona (15a etapa)
- 1980. 71è de la classificació general
- 1981. 44è de la classificació general
- 1982. 48è de la classificació general

### Resultats al Giro d'Itàlia
- 1979. 25è de la classificació general